# Macquillania pacificus
Macquillania pacificus är en insektsart som först beskrevs av Günther, K. 1935.  Macquillania pacificus ingår i släktet Macquillania och familjen torngräshoppor. Inga underarter finns listade i Catalogue of Life.